# Werther Cornieti
Werter Cornieti (Bagno di Romagna, 4 ottobre 1947 – Bagno di Romagna, 15 ottobre 2012) è stato un arbitro di calcio e dirigente sportivo italiano.

## Biografia
Dopo un'esperienza da calciatore dilettante, con le maglie di Sampierana, Sarsina e Bagnese, Cornieti divenne arbitro nel 1972. Nel 1985 venne inserito nella CAN di Serie B e Serie A, in cui rimase fino al 1992. In quegli anni ha diretto più di 130 incontri tra Serie A e Serie B.
Fu celebre l'espulsione decisa dal fischietto romagnolo nel corso della partita Ascoli-Milan del febbraio 1988 per il milanista Ruud Gullit, che si era inginocchiato dinanzi a lui in segno di sottomissione per l'atteggiamento del direttore di gara.
Il geometra Cornieti abbandonò la carriera arbitrale e dal 1993 ricoprì il ruolo di consulente per il regolamento e per il comportamento al Perugia di Luciano Gaucci. Nell'ottobre 2003 ha iniziato la collaborazione con il San Marino Calcio con lo stesso incarico. Nel giugno 2004 venne nominato presidente della società biancazzurra.
Cornieti, che nel frattempo era divenuto anche consigliere nella Lega di Serie C, si dimise dall'incarico nel consiglio di lega e dal ruolo di presidente del San Marino nel dicembre 2006.
L'ex arbitro ha giustificato le sue dimissioni con la volontà di ridare serenità all'ambiente, dopo esser stato oggetto di attacchi personali, durante una trasmissione sportiva dell'emittente televisiva statale San Marino RTV, che lo indicavano come causa dei torti arbitrali subiti dal San Marino Calcio nelle ultime partite.
La società ha tentato di far tornare Cornieti sui suoi passi, mentre San Marino Rtv ha precisato di non aver mai mosso intenzionalmente attacchi alla sua persona.